# Électrolyse à membrane électrolytique polymère

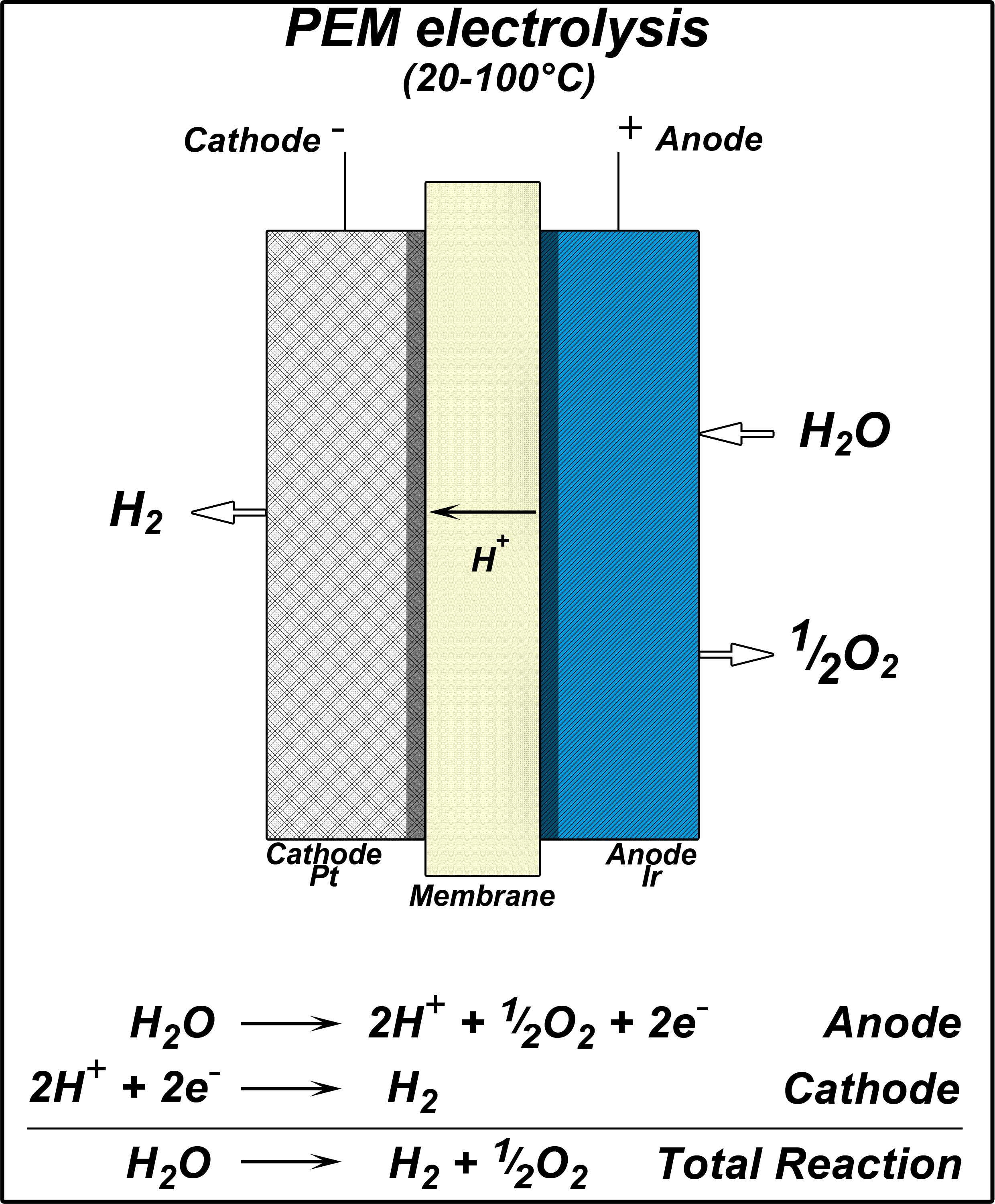
Schéma de principe d'une électrolyse à membrane électrolytique polymère avec cathode (ici en catalyseur platine sur papier carbone ou laine de carbone) et anode (ici en catalyseur iridium sur titane) autour d'une membrane échangeuse de protons (par exemple en Nafion).

L’électrolyse à membrane électrolytique polymère est un procédé d'électrolyse de l'eau en hydrogène et oxygène sous l'effet d'un courant continu à travers une membrane échangeuse de protons ; cette membrane permet à la fois d'isoler électriquement les deux électrodes, de séparer physiquement les deux gaz produits et de faire circuler librement les protons depuis l'anode, au contact de l'eau et où est libéré l'oxygène, vers la cathode, où est produit l'hydrogène,. On parle parfois d'électrolyse PEM, pour Polymer Electrolyte Membrane ou Proton-Exchange Membrane, les deux termes étant équivalents. Cette technologie a été développée pour résoudre les difficultés posées par l'électrolyse en eau alcaline (en), notamment la perte de tension, la faible intensité de courant et la faible pression d'hydrogène produit,. La faible empreinte écologique de cette technologie la rend intéressante du point de vue du développement durable car elle ne produit par elle-même aucune émission carbonée.

## Principe et réactions
L'électrolyse de l'eau a pour objectif de convertir l'énergie électrique fournie au système en énergie chimique sous forme d'hydrogène H2 et d'oxygène O2, à partir de l'eau H2O de la cuve d'électrolyse. Cette énergie chimique peut être utilisée ultérieurement et permettre de lisser la production d'électricité à partir de sources d'énergie intermittentes telles que l'énergie éolienne et l'énergie solaire en affectant l'électricité excédentaire à la production d'hydrogène, par exemple comme carburant pour véhicules à pile à combustible. C'est ainsi l'un des modes de stockage chimique de l'énergie solaire.
L'électrolyse à membrane électrolytique polymère utilise un électrolyte polymère perméable aux protons de l'anode vers la cathode mais isolant électrique entre les électrodes afin de bloquer le retour des électrons de l'anode vers la cathode. Dans les conditions normales de température et de pression, l'enthalpie de décomposition de l'eau vaut ΔH = 285,9 kJ/mol, fournie en partie sous forme d'énergie thermique, le reste étant fourni sous forme d'énergie électrique.
La tension de circuit ouvert UOC d'une cellule d'électrolyse en fonctionnement se situe entre 1,23 et 1,48 V selon la manière dont la conception de la cellule permet d'utiliser l'énergie thermique. Cette valeur est cependant difficile à déterminer car ces cellules en fonctionnement connaissent également d'autres pertes de tension en raison par exemple de résistances électriques internes, de la conductivité des protons, de l'efficacité des catalyseurs d'électrolyse, etc.
La demi-réaction d'oxydation se déroule sur l'anode, où l'eau H2O est clivée en oxygène O2, en protons H+ et en électrons e− :
2 H2O(l) ⟶ O2 (g) + 4 H+(aq) + 4 e−.
Côté cathode, la demi-réaction de réduction consiste à recombiner les protons qui ont traversé la membrane électrolytique avec les électrons du circuit électrique pour libérer l'hydrogène :
4 H+(aq) + 4 e− ⟶ 2 H2 (g).